# Cleistocactus palhuayensis
Cleistocactus palhuayensis là một loài thực vật có hoa trong họ Cactaceae. Loài này được F.Ritter & Shahori mô tả khoa học đầu tiên năm 1980.

## Hình ảnh

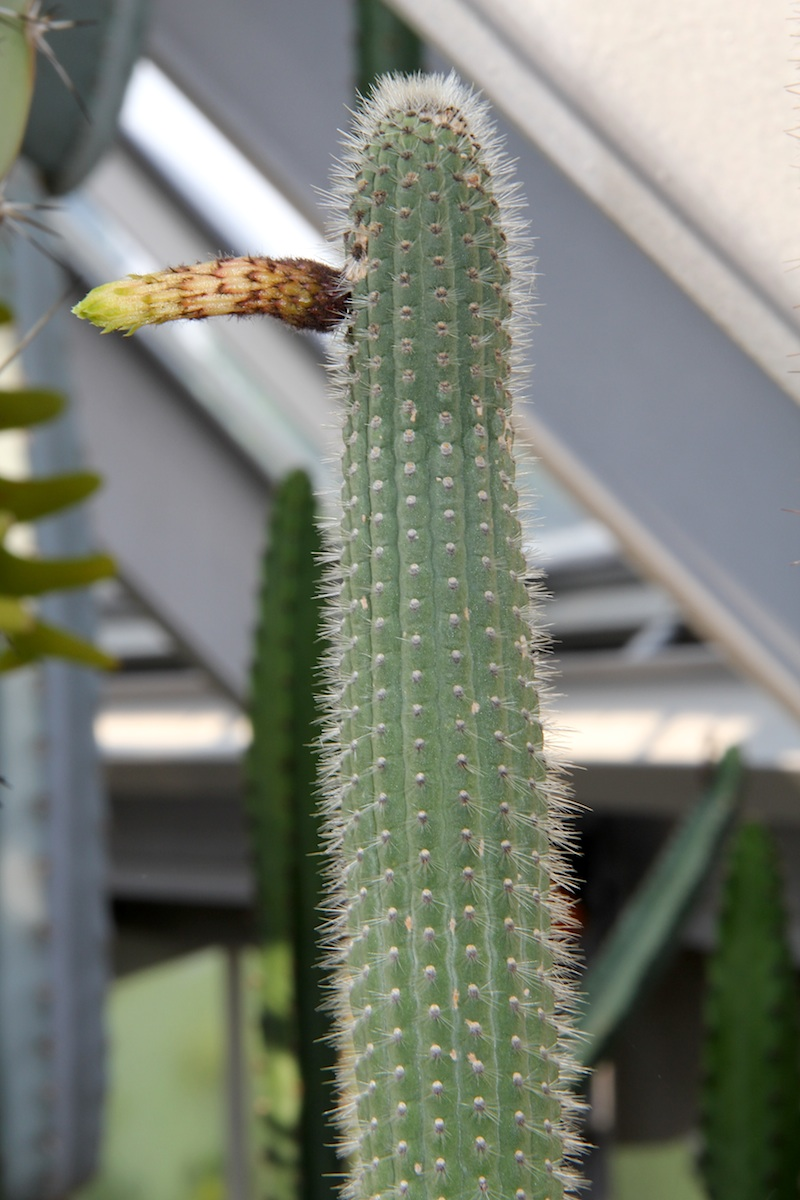